# (25627) 2000 AU50
2000 أي يو 50 (ويعرف أيضًا باسم (25627) 2000 أي يو 50 وفق تسمية الكوكب الصغير) (بالإنجليزية: 2000 AU50)‏ هو كويكب ضمن حزام الكويكبات؛ وترتيبه 25627 من حيث الاكتشاف.
اكتُشف هذا الجُرم الفلكي بواسطة Charles W. Juels ‏ في 5 يناير 2000.

## وصلات خارجية
- (25627) 2000 AU50 في قاعدة بيانات مختبر الدفع النفاث لأجرام النظام الشمسي الصغيرة

- الاكتشاف · مخطط المدار ·  العناصر المدارية · المعلمات المادية

- (25627) 2000 AU50 على موقع ويكي سكاي: DSS2, SDSS, GALEX, IRAS, Hydrogen α, X-Ray, Astrophoto, Sky Map, Articles and images